# Cyrtopodion sistanense
Cyrtopodion sistanense là một loài thằn lằn trong họ Gekkonidae. Loài này được Nazarov & Rajabizadeh mô tả khoa học đầu tiên năm 2007.